# Adaina
Adaina là một chi bướm đêm thuộc họ Pterophoridae.

## Các loài
- Adaina ambrosiae
- Adaina beckeri
- Adaina bernardi
- Adaina bipunctatus
- Adaina cinerascens
- Adaina costarica
- Adaina desolata
- Adaina everdinae
- Adaina excreta
- Adaina fuscahodias
- Adaina gentilis
- Adaina hodias
- Adaina invida
- Adaina microdactoides
- Adaina microdactyla
- Adaina montanus
- Adaina obscura
- Adaina parainvida
- Adaina periarga
- Adaina perplexus
- Adaina planaltina
- Adaina praeusta
- Adaina primulacea
- Adaina propria
- Adaina simplicius
- Adaina thomae
- Adaina zephyria